# Апофенија (психологија)
Апофенија (нем. Apophänie) је склоност ка опажању повезаности или шаблона међу неповезаним стварима. Може се односити на уочавање образаца међу сликама, бројевима, облицима или другим објектима који су заправо насумични, као и на доношење погрешних закључака на основу догађаја који су независни једни од других. Због тога постоје претпоставке да је узрок за настанак теорија завере.
Апофенија може бити нормална појава, и као таква је честа код људи. Међутим, може бити и абнормална, на пример може се јавити као симптом параноидне шизофреније. 

## Етимологија
Ову реч је први употребио (у мало другачијем значењу) немачки неуролог и психијатар Клаус Конрад 1958. године, описујући почетно стање шизофреније. Реч је створио од грчког ἀπο (одсутан) и φαίνειν (показати), како би описао „процес репетитивног и монотоног доживљавања абнормалних значења у околини“ који доводи до параноичног осећаја да је особа посматрана, праћена, да остали људи причају о њој...

## Примери

### Пареидолија
Пареидолија је склоност ка опажању смисленог податка у случајном шаблону, најчешће визуелном. 
Примери пареидолије су опажање смислених слика у шарама на површини Месеца, зидовима, парчету хлеба. Најчешћи пример је опажање људског лица. Не само да је могуће препознати лице у случајним шарама, већ је у само неколико линија могуће препознати лице које приказује одређену емоцију. 
Поред визуелних, она може бити везана за било какве податке. Пример пареидолије за звучне податке је опажање непостојеће тајне поруке у песми пуштеној уназад. 
У више наврата, ова појава довела је до великих заблуда. Људи су посматрајући површину Марса препознали лице као и канале за које су веровали да их је направила интелигентна цивилизација. У оба случаја, када су направљене боље фотографије, показало се да ове структуре не постоје.

### Коцкање
Апофенија је честа појава у играма на срећу где људи покушавају да пронађу шаблоне у низу случајних догађаја како би погодили следећи догађај.
Неке од честих грешака су веровање у „срећне бројеве“ или „људе који доносе срећу“, као и веровање људи да могу да утичу на вероватноћу случајних догађаја, тако што ће, на пример, сами изабрати бројеве на лутрији. Такође, када особа започне „победнички низ“, често верује да ће имати среће и ако настави да игра.
Коцкарска заблуда је грешка која доводи до закључка да ће се у низу случајних догађаја у будућности чешће дешавати догађај који се у прошлости дешавао ређе од очекивања. На пример, када се баца новчић и неколико пута за редом падне писмо, људи су склони закључивању да ће следећи пут вероватно пасти глава, иако је вероватноћа заправо иста и не зависи од претходних бацања.
Слично, коцкарска заблуда има негативан утицај на резултате теста са заокруживањем понуђених одговора. Испитаници претпостављају да је мала вероватноћа да је одређени одговор тачан ако је одговор под истим редним бројем био тачан неколико пута за редом чак иако знају да је тест аутоматски генерисан и да одговори у различитим питањима нису зависни једни од других.

### Статистика
Илузија груписања је илузија да случајни догађаји који се дешавају у групама нису случајни. Настаје као последица неразумевања статистике и дисперзије.
Проналажење шаблона у случајним подацима назива се грешка типа 1.

## Узроци
Не постоје поуздано доказани узроци али јасни су неки разлози зашто би могло да долази до апофеније. Познато је да је она уско повезана са препознавањем образаца.

### Препознавање образаца
То је способност људи и животиња да идентификују и одреагују на обрасце у околини. Једна је од основних особина људског ума и од великог је значаја за преживљавање.
Један пример ове особине је орао који види три миша који утрчавају у жбун. Он онда очекује да ће они у истим интервалима истрчати из жбуна, и образац који је приметио може да употреби да једног од њих улови док истрчава из жбуна.
Захваљујући овој особини могуће је, не само уочавање једноставних веза неопходних за преживљавање, већ и решавање компликованих задатака. Тада се она употребљава свесно, али препознавање образаца људи свакодневно користе несвесно.
До апофеније долази када се претераном употребом ове особине препознају обрасци и везе које заправо не постоје.

### Еволуција
Препознавање образаца значајно утиче на вештине преживљавања што може објаснити зашто га људи тако често примењују и зашто оно доводи до апофеније.
То показује пример древног човека који чује шуштање лишћа. Он то може довести у везу са потенцијалним предатором и одреаговати на одговарајући начин како би преживео. Ако он не примети ову везу, а предатор заиста постоји, човек вероватно неће преживети. Са друге стране, ако је примети, а предатор не постоји, неће бити значајних негативних последица.

### Препознавање лица
Један од најчешћих облика апофеније, пареодолија лица, повезана је са особином препознавања лица. Људи се међусобно идентификују пре свега помоћу лица, а препознавање људи и животиња, као и препознавање њихових емоција, од великог је значаја за преживљавање.

### Други узроци
Неки типови апофеније, посебно они везани за вероватноћу и статистику могу настати као последица неразумевања ових области. Људи су склони да се више ослоне на своју интуицију него на математичку теорију коју не разумеју у потпуности.

## Апофенија у различитим популацијама
Примећено је да су особе женског пола подложније пареидолији лица. То може бити повезано са чињеницом да оне обично боље препознају карактеристике лица попут пола, старости и емоција од мушкараца.
Људи који су религиозни или верују у паранормалне активности подложнији су разним облицима апофеније.